# 김시운
김시운(1984년 1월 11일 ~ )는 대한민국의 배우다.

## 출연

### 드라마
| 연도 | 방송사 | 제목                                         | 역할     | 비고     |
| ---- | ------ | -------------------------------------------- | -------- | -------- |
| 2006 | SBS    | 돌아와요 순애씨                              |          |          |
| 2007 | SBS    | 불량 커플                                    |          |          |
| 2007 | OCN    | 직장 연애사 시즌2                            | 리사     |          |
| 2007 | KBS2   | KBS 드라마시티 - GOD                         | 하비비   |          |
| 2008 | OCN    | 에로틱 판타지 천일야화 시즌 2                | 타라     |          |
| 2011 | SBS    | 장미의 전쟁                                  | 배유미   |          |
| 2011 | SBS    | 더 뮤지컬                                    | 상미     |          |
| 2012 | 채널A  | 해피앤드 101가지 부부이야기 - 내 사랑 프린스 | 현아     |          |
| 2012 | WOWOW  | 스트레인저 6                                 |          |          |
| 2012 | KBS2   | KBS 드라마 스페셜 상권이                     | 민경     |          |
| 2013 | tvN    | 응답하라 1994                                | 잔다르크 | 특별출연 |

### 영화
- 2007년: 《직장 연애사》
- 2008년: 《하늘을 걷는 소년》 ... 여자 피의자 역
- 2009년: 《애자》 ... 호정 역
- 2010년: 《악마를 보았다》 ... 세정 역
- 2011년: 《우리는 하늘을 날았다》 ... 은영 역
- 2020년: 《요가학원: 죽음의 쿤달리니》 ... 유진 역
- 2023년: 《콘크리트 유토피아》 ... 정우 역
- 2024년: 《뒤주》 ... 아진 역

### 예능
- 탱자 연예뉴스 (2007년)
- 연예스테이션 (2007년 ~ 2011년)

### 광고
- SK 텔레콤
- 삼성제약
- 해태음료
- LG생활건강